# Anabolizm
Anabolizm (z gr. ἀναβολή od ἁνά 'w górę' i βάλλειν 'rzut') – grupa reakcji chemicznych, w wyniku których z prostych substratów powstają związki złożone, gromadzące energię. Jest to ta część metabolizmu, która związana jest ze wzrostem tkanek organizmu (forma metabolizmu komórkowego). Często procesy metaboliczne dzieli się na anaboliczne (wzrostowe) i kataboliczne (związane z rozkładem i zanikaniem materii organicznej).
Anabolizm to reakcje syntez związków bardziej złożonych z prostszych, wymagające dostarczenia energii (reakcja endoenergetyczna). Energia ta umożliwia podniesienie poziomu energetycznego związków w czasie procesu chemicznego. Powstający w ten sposób produkt reakcji zawiera większą ilość energii, niż substraty. Dostarczona energia zostaje zmagazynowana w postaci wiązań chemicznych.
Procesy anaboliczne prowadzą do tworzenia i wzrostu organów i tkanek, są więc związane z ogólnym wzrostem masy i rozmiarów ciała. Typowymi przykładami tego rodzaju procesów jest wzrost siły i masy mięśni, rozrost szkieletu, rośnięcie włosów i paznokci. Jest to przeciwieństwo katabolizmu. Procesy anaboliczne polegają na tworzeniu podstawowych elementów składowych komórki np. aminokwasów, cukrów i ich polimerów. Przykładem może być synteza celulozy z glukozy lub synteza kwasów tłuszczowych z octanu.
Zazwyczaj oba procesy pozostają z sobą w dynamicznej równowadze. W okresie wzrostu młodych organizmów stałą przewagę mają procesy anaboliczne, natomiast w sytuacji niedożywienia, ostrego stresu czy nadmiernego wysiłku fizycznego górę mogą okresowo wziąć procesy kataboliczne.
Ze względu na to, że pojedyncze komórki tworzące tkanki nie mogą jednocześnie realizować procesów anabolicznych i katabolicznych, w organizmach zwierząt i ludzi występują specjalne hormony, które sterują tymi procesami, poprzez "przełączanie" komórek w tryb anaboliczny lub kataboliczny, za pomocą interakcji ze specjalnymi receptorami rozsianymi na powierzchni ich błon komórkowych. Endokrynologia, nauka zajmująca się hormonami tradycyjnie dzieli hormony na anaboliczne i kataboliczne.